# Baby Face 2
Baby Face 2, noto anche come Babyface 2, è un film pornografico del 1986 diretto da Alex de Renzy.
È il sequel del film Baby Face diretto dallo stesso regista nel 1977.
Tutti gli attori del film non sono stati accreditati nei crediti.

## Trama
Un gruppo di ragazze assume uno spogliarellista per la festa di addio al nubilato di una loro amica. Schernito dalla ragazza, l'uomo, dotato di poteri magici, lancia un incantesimo su di loro e le trasforma tutte in insaziabili macchine del sesso. Quando i loro fidanzati cercano di salvare le ragazze, il tutto si trasforma in un'orgia.

## Citazioni cinematografiche
- Il poster del film Baby Face è appeso su un muro.
- Le box cover dei film Girlfriends (1983), Dirty Girls (1984), Ball Busters (1985) e Passions (1985) sono visibili nella pellicola.

## Riconoscimenti
- 1988 - AVN Awards[1]
  - Best All-Sex Film
  - Miglior montaggio
  - Nomination Miglior regia ad Alex de Renzy
  - Nomination Miglior attore a Jamie Gillis